# Armijska grupa Kirchbach
Armijska grupa Kirchbach (njem. Armeegruppe Kirchbach) je bila vojna formacija austrougarske vojske u Prvom svjetskom ratu. Tijekom Prvog svjetskog rata djelovala je na Istočnom bojištu.

## Povijest
Armijska grupa Kirchbach formirana je na 23. svibnja 1915. na
Istočnom bojištu na osnovi preostalih jedinica 1. armije koje nisu bile upućene na Talijansko bojište. Naime, nakon ulaska Italije na strani Antante, stožer 1. armije pod zapovjedništvom Viktora Dankla upućen je na Talijansko bojište, dok je od jedinica koje su preostale na Istočnom bojištu formirana Armijska grupa Kirchbach. U sastav Armijske grupe Kirchbach ušle su 41. honvedska divizija, 25. pješačka divizija, Poljska legija, te 4. pješačka divizija. Njezinim zapovjednikom imenovan je general konjice Karl von Kirchbach koji je istodobno zapovijedao i I. korpusom.

Armijska grupa Kirchbach kao jedinica austrougarske vojske nije dugo postojala, točnije postojala je manje od mjesec dana. Rasformirana je 10. lipnja 1915. kada su zbog ponovnog formiranja 1. armije pod zapovjedništvom generala topništva Paula Puhalla, njene jedinice ušle u sastav 1. armije.

## Zapovjednici
Karl von Kirchbach (23. svibnja 1915. – 10. lipnja 1915.)

## Sastav
- svibanj 1915.: 41. honvedska divizija, 25. pješačka divizija, Poljska legija, 4. pješačka divizija

## Vanjske poveznice
(eng.) Armijska grupa Kirchbach na stranici Austro-Hungarian-Army.co.uk

(češ.) Armijska grupa Kirchbach na stranici Valka.cz